# Раковский сельсовет (Курганская область)
Раковский сельсове́т — упразднённые административно-территориальная единица и муниципальное образование со статусом сельского поселения в составе Кетовского района Курганской области России. 
Административный центр — село Большое Раково.
15 марта 2022 года сельсовет был упразднён в связи с преобразованием муниципального района в муниципальный округ.

## История
В соответствии с Законом Курганской области от 6 июля 2004 года № 419 сельсовет наделён статусом сельского поселения.

## Население
| 1989 | 2002 | 2010 | 2012 | 2013 | 2014 | 2015 |
| ---- | ---- | ---- | ---- | ---- | ---- | ---- |
| 687  | ↘597 | ↘484 | ↗503 | ↘483 | ↘449 | ↘442 |
| 2016 | 2017 | 2018 | 2019 | 2020 |      |      |
| ↗444 | ↗462 | ↘447 | ↘437 | ↗440 |      |      |

## Состав сельского поселения
| № | Населённый пункт | Тип населённого пункта       | Население |
| - | ---------------- | ---------------------------- | --------- |
| 1 | Большое Раково   | село, административный центр | ↘447      |
| 2 | Вятка            | деревня                      | ↘13       |
| 3 | Куртамыш         | деревня                      | ↘24       |